# Зужиці
Зужиці (пол. Zurzyce, нім. Zauritz) — село в Польщі, у гміні Каменник Ниського повіту Опольського воєводства.
Населення — 72 особи (2011).

## Демографія
Демографічна структура станом на 31 березня 2011 року:
|          | Загалом | Допрацездатний вік | Працездатний вік | Постпрацездатний вік |
| -------- | ------- | ------------------ | ---------------- | -------------------- |
| Чоловіки | 35      | 2                  | 30               | 3                    |
| Жінки    | 37      | 9                  | 22               | 6                    |
| Разом    | 72      | 11                 | 52               | 9                    |